# Gobierno de Marco Fidel Suárez
El Gobierno de Marco Fidel Suárez, se dio entre el 7 de agosto de 1918 y el 11 de noviembre de 1921 en Colombia. Fue un gobierno parte de la Hegemonía conservadora entre 1886 y 1930.

## Llegada al poder
El 10 de febrero de 1918, se presentaron en las elecciones presidenciales de Colombia: por el Partido Conservador y el apoyo del clero Marco Fidel Suárez con 216,595 votos, por la Unión Republicana y apoyo mayoritario liberal Guillermo Valencia con 166,498 votos y con el apoyo minoritario liberal José María Lombana Barreneche con 24.041 votos.
Para el 25 de julio de 1918 el Congreso había elegido como designados presidenciales al propio Ospina y también al conservador Pedro Antonio Molina. Posteriormente el Congreso eligió como segundo designado a Jorge Holguín, tras el nombramiento de Molina en la cartera de Gobierno.
Se posesiono el 7 de agosto de 1918 en el Capitolio Nacional, tomándole juramente el General. Pedro Nel Ospina, presidente del Congreso.

## Gabinete ministerial

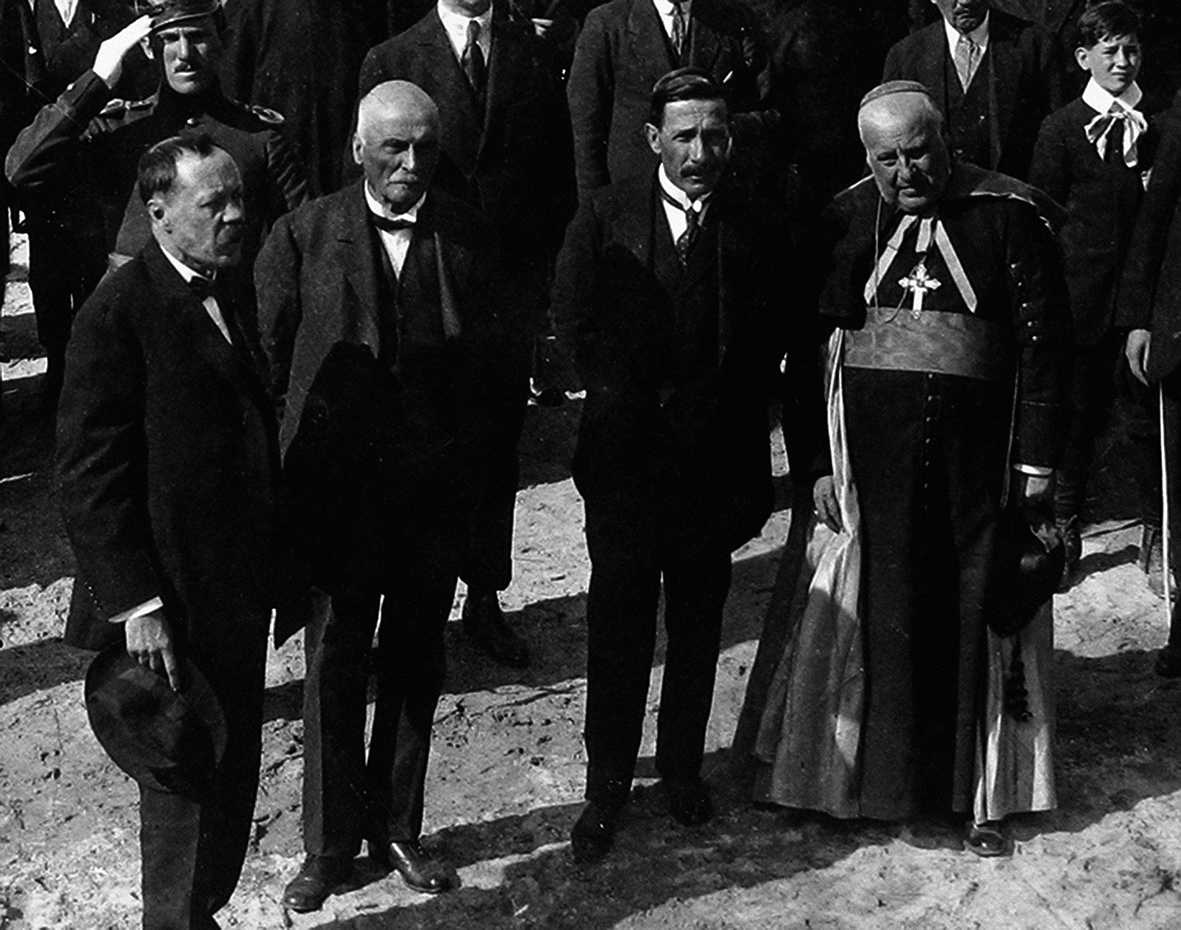
Suárez junto con el gobernador de Nariño, Julián Bucheli, y el obispo Antonio María Pueyo de Val, 1920.

El gobierno de Suárez fue el primero y único a la fecha, en que el cargo protocolar de primera dama fue ocupado por la hija del jefe de Estado, y no de su esposa como es costumbre. Así, María Antonia Suárez Orrantia ocupó el cargo en reemplazo de su madre, que murió pocos días después del nacimiento del segundo hijo de Marco Fidel, Gabriel Suárez, varios años antes de siquiera pensar en candidatearse como presidente.
Poco después de su posesión, el 14 de octubre de 1918, Suárez volvió a sufrir una pérdida en su familia. En Pittsburgh, Estados Unidos, a los 19 años, murió su hijo Gabriel, víctima de la Gripe de 1918. Suárez había llegado a ese país en 1916 para estudiar ingeniería eléctrica. La muerte de su hijo en pleno comienzo de su gobierno afectó tanto a Suárez que éste quiso viajar de incógnito a visitar la tumba de su hijo, pero no lo logró.
| Ministerio                         | Imagen | Nombre                         | Partido             | Inicio              | Final | Referencias |
| ---------------------------------- | ------ | ------------------------------ | ------------------- | ------------------- | ----- | ----------- |
| Ministro de Gobierno               |        | Pedro Antonio Molina           | Partido Conservador | 7 de agosto de 1918 | 1918  |             |
| Ministro de Gobierno               |        | Gral. Marcelino Arango         | Partido Conservador | 1918                | 1919  |             |
| Ministro de Gobierno               |        | Luis Cuervo Márquez            | Partido Conservador | 1919                | 1921  |             |
| Ministro de Gobierno               |        | Aristóbulo Archila             | Partido Conservador | 1921                | 1921  |             |
| Ministro de Relaciones Exteriores  |        | Gral. Jorge Holguín Mallarino  | Partido Conservador | 7 de agosto de 1918 |       |             |

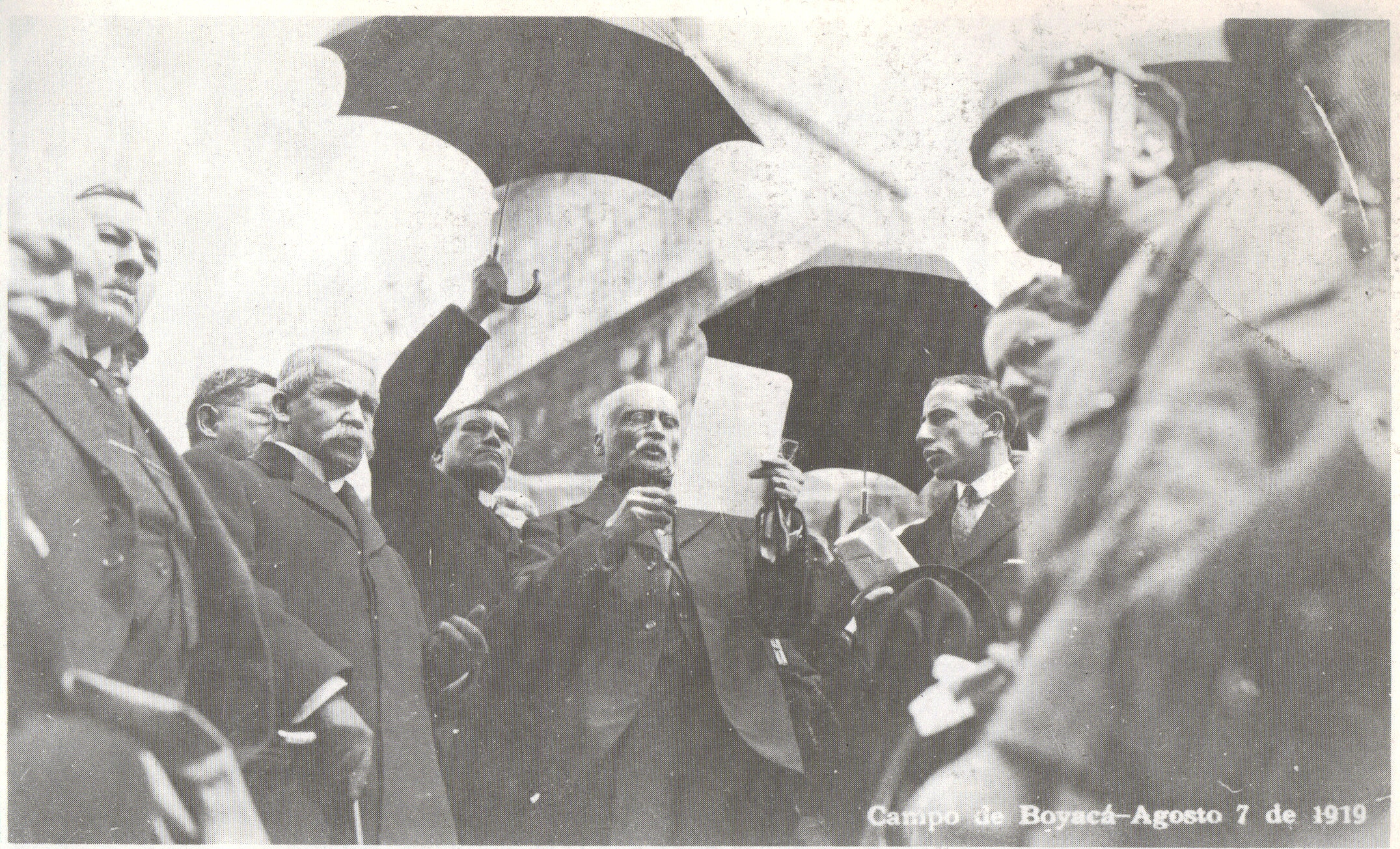
Suárez en Boyacá, 1919.

| Ministro de Relaciones Exteriores  |        | Pedro Antonio Molina           | Partido Conservador | 1918                | 1919  |             |
| Ministro de Relaciones Exteriores  |        | Hernando Holguín y Caro        | Partido Conservador | 1919                | 1920  |             |
| Ministro de Relaciones Exteriores  |        | Francisco Montaña              | Partido Conservador | 1920                | 1920  |             |
| Ministro de Relaciones Exteriores  |        | Laureano García Ortiz          | Partido Conservador | 1920                | 1921  |             |
| Ministro de Relaciones Exteriores  |        | José Vicente Concha            | Partido Conservador | 1921                | 1921  |             |
| Ministro de Hacienda               |        | Carlos Vázquez Latorre         | Partido Conservador | 7 de agosto de 1918 | 1918  |             |
| Ministro de Hacienda               |        | Gral. Marcelino Arango Palacio | Partido Conservador | 1918                | 1918  |             |
| Ministro de Hacienda               |        | Pomponio Guzmán                | Partido Conservador | 1918                | 1921  |             |
| Ministro de Hacienda               |        | Pedro José Berrío              | Partido Conservador | 1921                | 1921  |             |
| Ministro del Tesoro                |        | Pedro Aquilino López           | Partido Liberal     | 7 de agosto de 1918 | 1918  |             |
| Ministro del Tesoro                |        | Jorge Ancizar                  |                     | 1918                | 1919  |             |
| Ministro del Tesoro                |        | Esteban Jaramillo              | Partido Conservador | 1919                | 1920  |             |
| Ministro del Tesoro                |        | José María Pasos               |                     | 1920                | 1921  |             |
| Ministro del Tesoro                |        | Laureano García                | Partido Conservador | 1921                | 1921  |             |
| Ministro de Guerra                 |        | Jorge Roa                      |                     | 7 de agosto de 1918 | 1921  |             |
| Ministro de Guerra                 |        | Bonifacio Vélez                |                     | 1921                | 1921  |             |
| Ministro de Instrucción            |        | Emilio Ferrero                 | Partido Conservador | 7 de agosto de 1918 | 1918  |             |
| Ministro de Instrucción            |        | José Francisco Insignares      | Partido Conservador | 1918                | 1919  |             |
| Ministro de Instrucción            |        | Miguel Abadía Méndez           | Partido Conservador | 1919                | 1921  |             |
| Ministro de Instrucción            |        | Eduardo Restrepo Sàenz         | Partido Conservador | 1921                | 1921  |             |
| Ministro de Agricultura y Comercio |        | Simón Araujo                   | Partido Conservador | 7 de agosto de 1918 | 1918  |             |
| Ministro de Agricultura y Comercio |        | Esteban Jaramillo              | Partido Conservador | 1918                | 1919  |             |
| Ministro de Agricultura y Comercio |        | Jesús Del Corral               | Partido Conservador | 1919                | 1921  |             |
| Ministro de Obras Públicas         |        | Rafael Del Corral              | Partido Conservador | 7 de agosto de 1918 | 1919  |             |
| Ministro de Obras Públicas         |        | Carmelo Arango                 | Partido Conservador | 1919                | 1920  |             |
| Ministro de Obras Públicas         |        | Esteban Jaramillo              | Partido Conservador | 1920                | 1921  |             |
| Ministro de Obras Públicas         |        | Julián Buchelli                | Partido Conservador | 1921                | 1921  |             |
| Ministro de Obras Públicas         |        | Esteban Jaramillo              | Partido Conservador | 1921                | 1921  |             |

## Política interna
Tuvo que enfrentar una crisis de gobernabilidad sin precedentes, porque su gabinete se disolvió dos meses después, logrando únicamente la lealtad del ministro del Tesoro, Esteban Jaramillo, a lo largo de su convulso período presidencial, y figura clave en los conflictos que llevaron a la caída de Suárez a finales de noviembre de 1921. El problema de la inversión extranjera de 1919, provocado por su ministro del Tesoro llevó a la tensión de las relaciones entre Colombia y los Estados Unidos.
El 14 de octubre de 1918 se realizó el IX Censo de Población, que arroja un total de 5.855.077 habitantes.

### Inicios de la aviación en Colombia
El 3 de diciembre de 1919, el gobierno firmò con la Compañía Colombiana de Navegación Aérea (CCNA), el primer contrato para el transporte aéreo del correo oficial. El 5 de diciembre de 1919, se fundó en Barranquilla la empresa de aviación Sociedad Colombo-Alemana de Transporte Aéreo (SCADTA), y que en 1928 se convertiría en Avianca. El 9 de septiembre de 1920 fue el vuelo inaugural de Barranquilla a Puerto Berrío, y el 19 de octubre se realizó otro vuelto hasta Girardot, presenciado por el presidente Marco Fidel Suárez junto a los ministros de su gabinete.
Se promulgò la Ley 126 de 1919, estableciendo a la aviación como la quinta arma del Ejército Nacional. 

### Liga Costeña
Fue creada una asociación de grupos políticos y empresariales de los tres departamentos que en 1919 conformaban el Caribe colombiano (Atlántico, Bolívar y Magdalena), con el fin de proteger e impulsar los intereses de la región ante las políticas del gobierno central. 

## Orden público

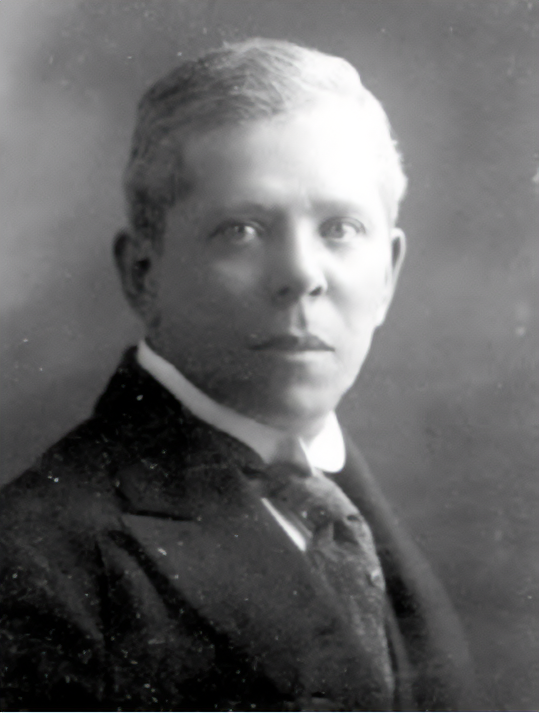
Maximiliano Grillo

### Huelgas
El gobierno de Suárez, adepto al sistema capitalista estadounidense, vio con malos ojos la influencia bolchevique de Rusia en el territorio colombiano. Trabajadores y artesanos dirigidos por el escritor liberal Maximiliano Grillo, estaban buscando la creación del primer partido comunista colombiano, y a lo largo del país provocaron varias huelgas, siendo en total 500, y todas ellas llevadas a culminación por el ministro Esteban Jaramillo.

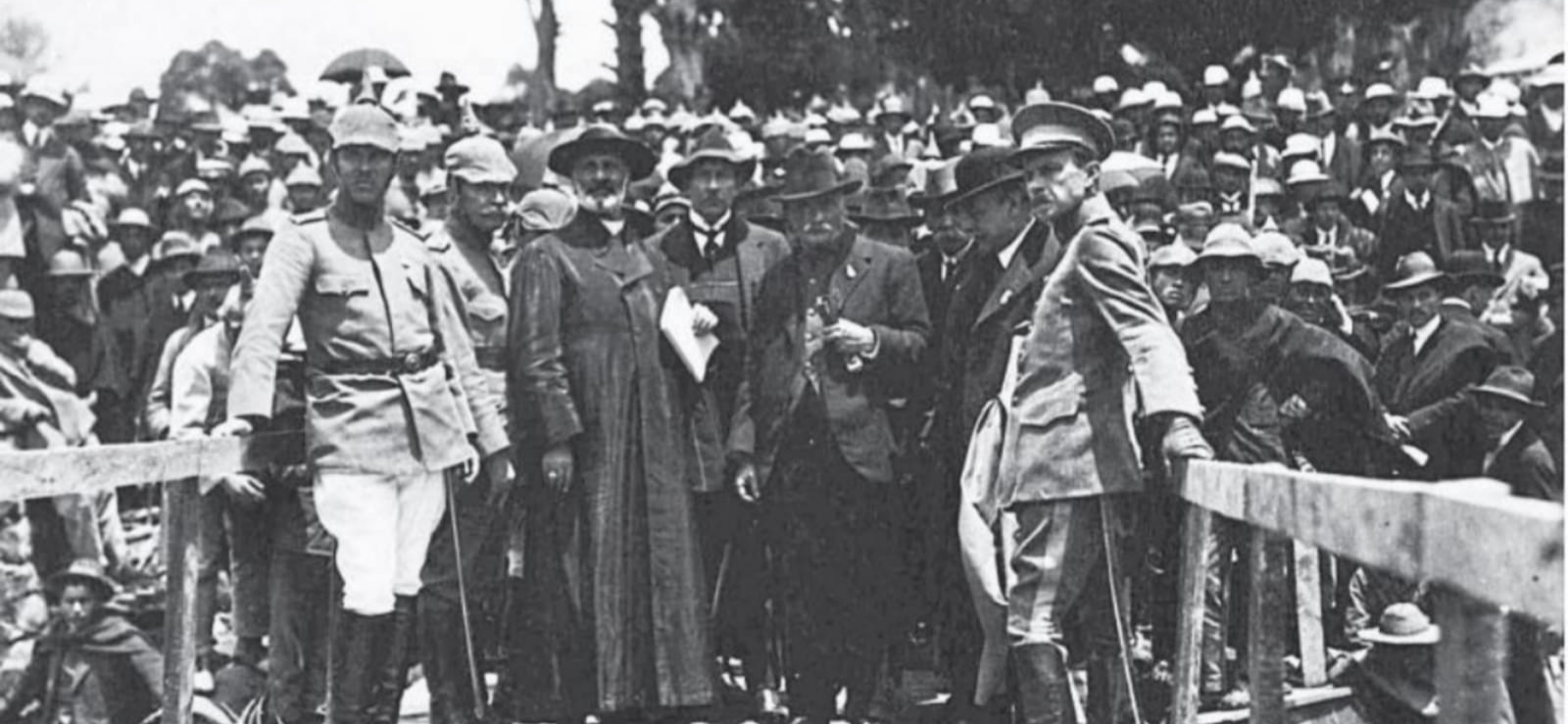
Suárez (Centro) en el puente de Boyacá, 1919.

### Masacre de los sastres
El 16 de marzo de 1919, se presentò la Masacre de los sastres en la plaza de Bolívar de Bogotá, por protestas de artesanos y sastres ante un contrato de uniformes para el Ejército Nacional que usaría en el desfile de la celebración del centenario de la Batalla de Boyacá, el 7 de agosto de 1919. El gobierno reverso el contrato pero un fuerte aguacero que impidió que se escuchara la lectura del discurso presidencial, lo que ocasiono disturbios y el Batallón Guardia Presidencial disparò dejando 20 muertos y 18 heridos. Este suceso, marcó la separación entre el gobierno y la oposición, que recrudeció sus acusaciones, poniendo a Suárez en contra de los líderes partidarios Laureano Gómez, Eduardo Santos, Alfonso López Pumarejo, Benjamín Herrera y Enrique Olaya Herrera.

## Economía
Los problemas económicos de la postguerra en Europa tampoco fueron ajenos a Colombia, que se vio afectada por el alzamiento de los precios, una inflación inmanejable, y desempleo y quiebra de empresas a lo largo del país. Para frenar el avance de la crisis creó el impuesto a la renta, por medio de la Ley 56 de 1918.
Los constantes ataques de los que era objeto llevaron a Suárez a inaugurar en el Diario Oficial la columna, Erasmo el Exiguo, donde escribía como contraposición a sus contrincantes, con humor negro y sátiras propias de sus años de juventud como periodista.

## Relaciones exteriores

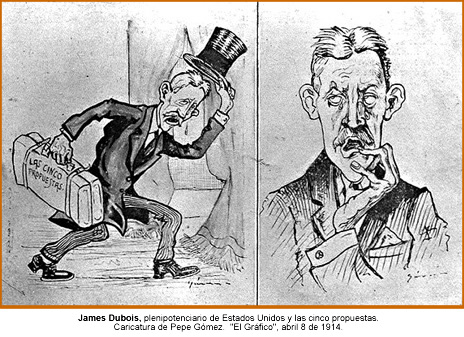
Caricatura sobre el Tratado Urrutia-Thomson

El gobierno de Suárez se hizo adepto a la política expansionista estadounidense conocida como El Gran Garrote. De hecho el propio Suárez consagró el lema respice polum (Mirar hacia el Polo Norte), en clara alusión a los Estados Unidos, como referente de nación para Colombia. Colombia adhiere a la Liga de las Naciones en diciembre de 1919.En este gobierno es aprobado el Tratado Urrutia Thompson.

## Sociedad

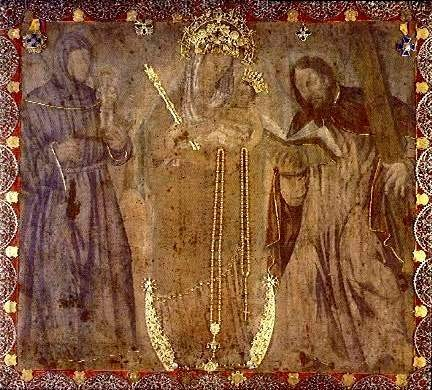
Reliquia con la imagen original de la Virgen de Chiquinquirá.

### Consagración de Colombia
El 9 de julio de 1919, Suárez y el gobierno colombiano encabezaron la consagración de Colombia a la Virgen de Chiquinquirá, imagen del siglo XVI. La ceremonia se venía planeando desde 1910, cuando el Papa Pío X autorizó la coronación de la imagen con una corona de oro y esmeraldas, y un cetro dorado. La ceremonia se realizó en Tunja, a donde asistieron todos los jerarcas católicos del país, y el propio Suárez. La celebración fue autorizada y vigilada desde el Vaticano por el Papa Benedicto XV, que envió un delegado a Colombia.

### Creación de la Cruz de Boyacá
Con el Decreto 1667 del 8 de agosto de 1919, se creó la Cruz de Boyacá con el ánimo de resaltar la labor de aquellos oficiales destacados del Ejército Nacional; condecoración que después se hizo extensiva a los civiles y que constituye hoy el máximo galardón que puede otorgar el presidente de la República.

## Retiro en calidad de licencia antes de terminar su mandato
Luego de todos los problemas sociales y económicos, una carta enviada por Suárez al gobierno estadounidense, donde solicitaba la remoción de Alfonso López Pumarejo y de Luis Samper Sordo de la sucursal colombiana del Banco Mercantil Americano, con sede en Nueva York. La carta se filtró en la prensa colombiana el 18 de agosto de 1919 y salvo un periódico, toda la prensa colombiana se declaró opositora a Suárez, además de los ataques que iniciaron López y Samper personalmente contra el presidente.
En 1920 la situación se complicó con las bajas del precio del café, un conflicto entre el Congreso y los partidos políticos por la aprobación de un tratado bilateral con los Estados Unidos, y presión que Laureano Gómez, a través de la Cámara de Representantes ejercieron sobre los ciudadanos, y cada día era más inmanejable la situación para Suárez.
En septiembre de 1921 el escándalo del Banco Mercantil Americano reapareció. A eso se sumaron numerosas propuestas, la retirada del apoyo de sus antiguos aliados políticos, la renuncia de su gabinete una vez más y su imposibilidad de recomponerlo por espacio de un mes; y la intención del Congreso de destituir a Suárez del cargo, tras la aprobación de una moción de censura en su contra. El 4 de noviembre de 1921 Suárez había llegado a un acuerdo con la oposición y ofreció retirarse con la condición que se eligiera designado para reemplazarlo a Jorge Holguín (pariente lejano de su difunta esposa). El 9 de noviembre de 1921 Suárez envió al presidente del Senado una misiva en la que le hacía saber su determinación de separarse de la presidencia. Dos días después hizo efectiva esa separación y asumió el mando el primer designado, Jorge Holguín. Al ser elegido Holguín, el presidente Suárez hizo efectivo su retiro, en calidad de licencia, a partir del 10 de noviembre hasta el término de su mandato constitucional en agosto de 1922. El presidente Suárez jamás renunció a la presidencia de Colombia.